# Skała Pustelnika

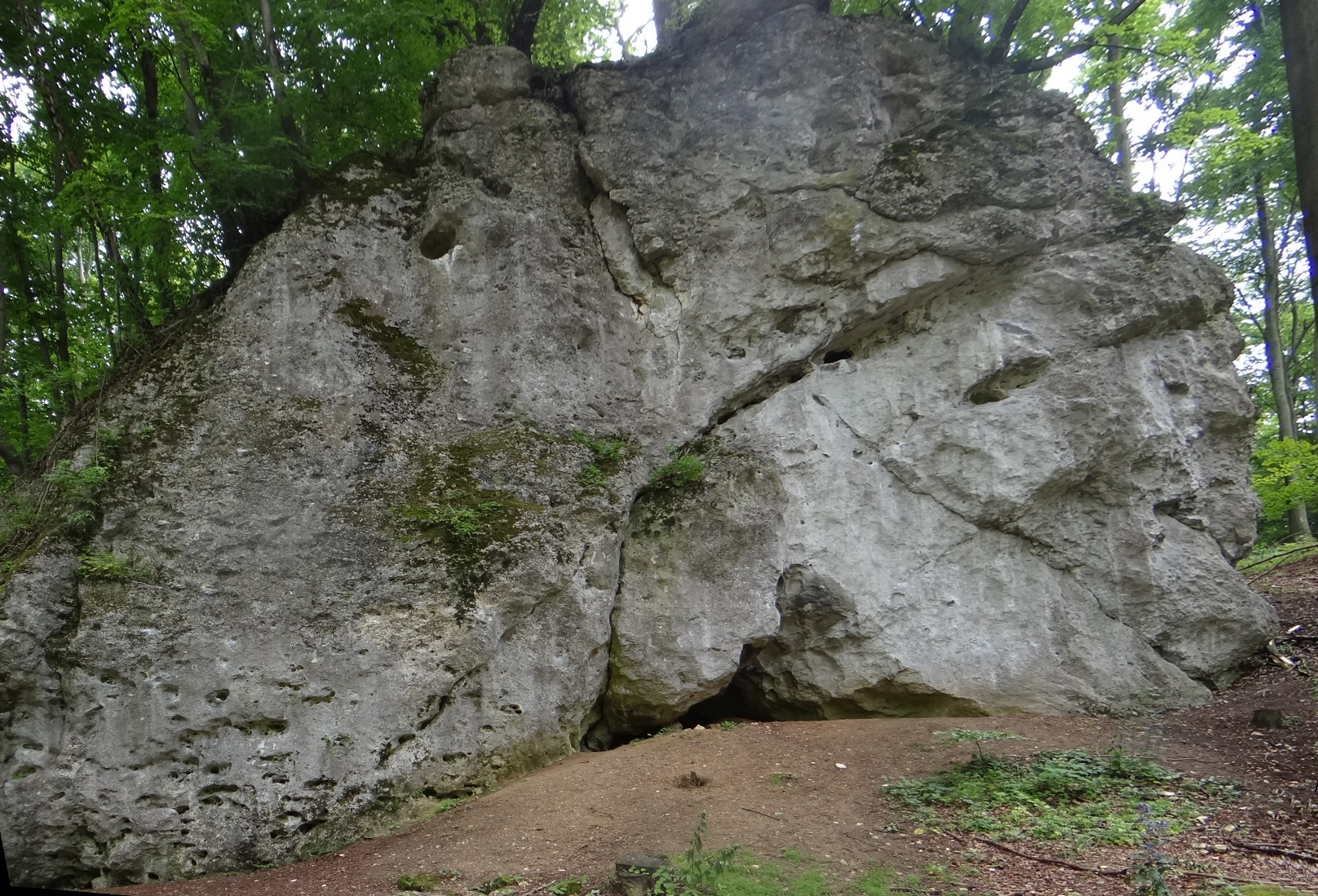

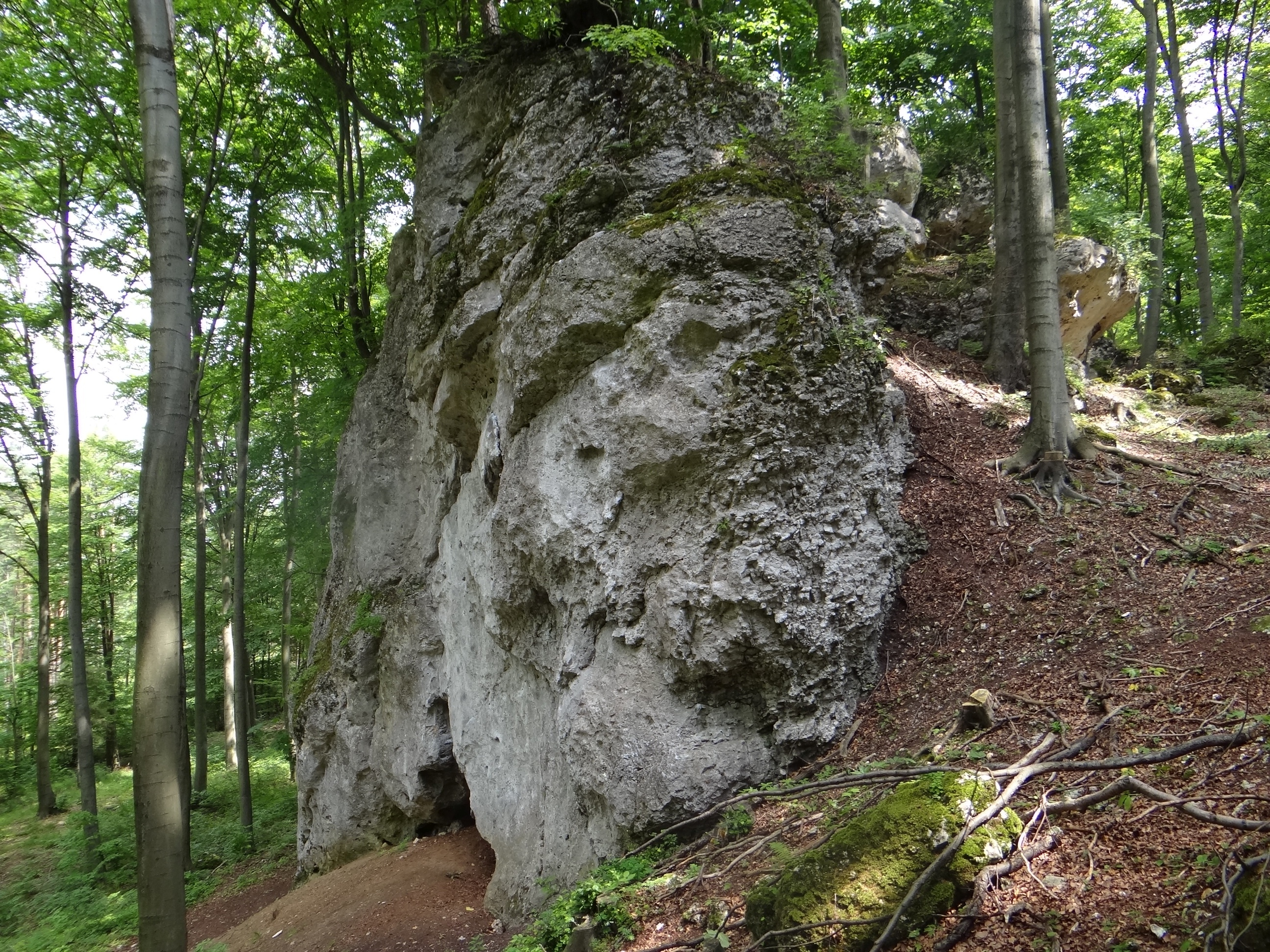

Skała Pustelnika – skała na Wyżynie Częstochowskiej w obrębie Wyżyny Krakowsko-Częstochowskiej. Znajduje się w lesie po północnej stronie zabudowanego obszaru Zastudnia (część wsi Suliszowice), administracyjnie w obrębie wsi Siedlec w powiecie częstochowskim, w gminie Janów. W rzadkim lesie na zboczu wzniesienia jest grupa kilku skał, na których uprawiana jest wspinaczka skalna. Skała Pustelnika wraz ze skałą Bezlik znajduje się na północnym stoku tego wzniesienia. Czasami obydwie te skały opisywane są pod jedną nazwą jako Skały Pustelnika.
Skała Pustelnika to zbudowany z twardych wapieni skalistych ostaniec o pionowych ścianach wysokości do 16 m. Jest na nim 10 dróg wspinaczkowych o trudności od VI do VI.2 w skali Kurtyki, wszystkie z 2011 r. W portalu wspinaczkowym opisywane są jako Skała Pustelnika II i III (pod nazwą Skała Pustelnika I opisywana jest skała Bezlik). Drogi mają zamontowane stałe punkty asekuracyjne: ringi (r) i ring zjazdowy (rz) lub dwa ringi zjazdowe (drz).
Skały Pustelnika II
1. Doktor Servantes; 4r + rz, VI+, 12 m
2. Taniec ptaka; 6r + drz, VI.1, 14 m
3. Homo informaticus; 6r + drz, VI, 16 m
4. Rysa; 2r + drz, VI.1, 16 m
5. Aż wilki przemienię w owce; 6r + drz, VI.1, 16 m
6. Bezlik pustelnika; 7r + drz, VI.2, 16 m
7. Kocia muzyka; 5r + drz, VI.1+, 15 m
8. Pierwotniak; 3r + rz, VI.2, 12 m

Skały Pustelnika III
1. Bez nazwy; VI, 11 m
2. Bez nazwy; VI.1+, 11 m[4].

W Skale Pustelnika znajduje się Schronisko z Dzikiem.